# Felicia amelloides
Felicia amelloides là một loài thực vật có hoa trong họ Cúc. Loài này được (L.) Voss mô tả khoa học đầu tiên năm 1894.